# A bátor kis kenyérpirító
A bátor kis kenyérpirító (eredeti cím: The Brave Little Toaster) 1987-ben bemutatott amerikai animációs zenés fantasyfilm, amelyben a Walt Disney-koprodukcióban készült. Jerry Rees rendezte, producerei Donald Kushner és Thomas L. Wilhite. A forgatókönyvet Joe Ranft, Jerry Rees és Brian McEntee írta, a zenéjét David Newman szerezte. A mozifilm a Hyperion Pictures és a The Kushner-Locke Company gyártásában jelent meg.
Az Amerikai Egyesült Államokban 1987. július 10-én mutatták be a mozikban. Magyarországon 2002. december 26-án a M1-en sugározták először a televízióban.

## Szereplők
| Szereplő               | Eredeti hang                                                                                       | Magyar hang                                                                    | Leírás                                                                                    |
| ---------------------- | -------------------------------------------------------------------------------------------------- | ------------------------------------------------------------------------------ | ----------------------------------------------------------------------------------------- |
| Pirító                 | Deanna Oliver                                                                                      | Pápai Erika                                                                    | A film hőse egy kenyérpirító.                                                             |
| Pokrócka               | Timothy E. Day                                                                                     | Mikó István                                                                    | A melegítő ágytakaró.                                                                     |
| Fiatal Rob (Gazdi)     | Timothy E. Day                                                                                     | Minárovits Péter                                                               | Rob gyerekkori énje.                                                                      |
| Rob (Gazda)            | Wayne Kaatz                                                                                        | Minárovits Péter                                                               | A tizenéves fiú Pirítónak és barátainak gazdája.                                          |
| Chris                  | Colette Savage                                                                                     | Nemes Takách Kata                                                              | A tizenéves lány, Rob barátnője.                                                          |
| Lámpici                | Timothy Stack                                                                                      | Forgács Péter                                                                  | Az asztali lámpa.                                                                         |
| Zeke                   | Timothy Stack                                                                                      | Varga Tamás                                                                    | A kuncsaft, aki sokszor jár Szent Elmo Peters-nél, mert mindig elfelejt megvenni valamit. |
| Rádió                  | Jon Lovitz                                                                                         | Kerekes József                                                                 | Egy beszédes asztali rádió.                                                               |
| Szippancs              | Thurl Ravenscroft                                                                                  | Szombathy Gyula                                                                | Egy mogorva porszívó.                                                                     |
| Ernie                  | Jonathan Benair                                                                                    | Dunai Tamás                                                                    | A TV-bemondó.                                                                             |
| Szent Elmo Peters      | Joe Ranft                                                                                          | Konrád Antal                                                                   | Az alkatrészkereskedő, aki Rob dolgait magával viszi a boltjába.                          |
| Légkondi               | Phil Hartman                                                                                       | Papp János                                                                     | A légkondicionáló berendezés.                                                             |
| Lógó lámpa             | Phil Hartman                                                                                       | Harmath Imre                                                                   | A Peter Lorre ábrázatú lógó lámpa, Szent Elmo Peters műhelyében.                          |
| Rob anyja              | Mindy Stern                                                                                        | Vándor Éva                                                                     | Egy láthatatlan szereplő.                                                                 |
| Kétarcú varrógép       | Mindy Stern                                                                                        | Grúber Zita                                                                    | A kétarcú varrógép Rob lakosztályában.                                                    |
| Kétarcú varrógép       | Judy Toll                                                                                          | Mezei Kitty                                                                    | A kétarcú varrógép Rob lakosztályában.                                                    |
| Keverék                | Judy Toll                                                                                          | Tóth Roland (ének)                                                             | Egy hibrid, aki egyben volt konzervnyitó, lámpa és villanyborotva.                        |
| Pugsy                  | Jim Jackman                                                                                        | N/A                                                                            | A körte-alakú asztali lámpa Rob lakosztályában.                                           |
| Computer               | Randy Bennett                                                                                      | N/A                                                                            | A személyi számítógép Rob lakosztályában.                                                 |
| Szórakoztató komplexum | Randall William Cook                                                                               | N/A                                                                            | A komplex rendszer Rob lakosztályában.                                                    |
| Spanyol TV bemondó     | Louis Conti                                                                                        | saját hangján                                                                  |                                                                                           |
| Kórus                  | Gary Falcone Roger Freeland Janis Liebhart Beth Anderson Pat Ericson Darryl Phinnessee Joe Pizzulo | Bot Gábor Füredi Nikolett Magócs Ottó Makay Andrea Sz. Nagy Ildikó Tóth Roland | A betétdalok előadói                                                                      |

## Betétdalok
| Magyar        | Magyar | Angol         | Angol                                                                   |
| Dal           | Előadó | Dal           | Előadó                                                                  |
| ------------- | --- | ------------- | ----------------------------------------------------------------------- |
| Fény városa   | Pápai Erika Mikó István Forgács Péter Kerekes József Szombathy Gyula                                                                    | City of Light | Deanna Oliver Timothy E. Day Timothy Stack Jon Lovitz Thurl Ravenscroft |
| Rémfilm       | Forgács Péter Kerekes József Szombathy Gyula Seder Gábor Bot Gábor Füredi Nikolett Magócs Ottó Makay Andrea Sz. Nagy Ildikó Tóth Roland | B-Movie Show  | Timothy Stack Jon Lovitz Thurl Ravenscroft Phil Hartman Appliances      |
| Még, még, még | Bot Gábor Füredi Nikolett Magócs Ottó Makay Andrea Sz. Nagy Ildikó Tóth Roland Seder Gábor                                              | Cutting Edge  | Appliances                                                              |
| Értéktelen    | Bot Gábor Füredi Nikolett Magócs Ottó Makay Andrea Sz. Nagy Ildikó Tóth Roland Seder Gábor                                              | Worthless     | Appliances                                                              |